# Denise Nicholas
Denise Nicholas (Donna Denise Nicholas) est une actrice et militante du mouvement pour les droits civiques américaine.

## Filmographie

### Cinéma
- 1972 – Blacula, le vampire noir
- 1975 – Mr. Ricco
- 1975 – Le Coup à refaire (Let's Do It Again)
- 1977 – A Piece of the Action
- 1977 – Capricorn One
- 1983 – Marvin & Tige
- 1990 – Papa est un fantôme (Ghost Dad)
- 2004 – Proud

### Télévision
- 1969 à 1974 – Room 222
- 1977 à 1978 – Baby I'm Back
- 1979 – The Paper Chase
- 1980 —  Arnold et willy  saison 3, épisode 6 " La remplaçante" Sondra Williams
- 1981 – Jacqueline Susann's Valley of the Dolls (mini-série)
- 1989 à 1995 – In the Heat of the Night

### Théâtre
| Année | Pièce                        | Rôle              | Troupe                      |
| ----- | ---------------------------- | ----------------- | --------------------------- |
| 1982  | Dame Lorraine                | Angela Moulineaux | Los Angeles Actors Theatre  |
| 1968  | Song of the Lusitanian Bogey |                   | St. Mark's Playhouse        |
| 1968  | Daddy Goodness               | Lena              | St. Mark's Playhouse        |
| 1968  | Kongi's Harvest              | Praise Singer     | St. Mark's Playhouse        |
| 1968  | Song of the Lusitanian Bogey |                   | St. Mark's Playhouse        |
| 1967  | One Last Look                | April Baylor      | Old Reliable Theater Tavern |
| 1966  | Viet Rock                    |                   | Martinique Theatre          |